# Imma niphopelta
Imma niphopelta är en fjärilsart som beskrevs av Edward Meyrick 1930. Imma niphopelta ingår i släktet Imma och familjen Immidae. Inga underarter finns listade i Catalogue of Life.